# Frederick Wolters
Augustus Frederick „Fred“ Wolters (* 14. Juni 1904 in San Francisco, Kalifornien; † 29. Dezember 1990 in San Leandro, Kalifornien) war ein Hockeyspieler aus den Vereinigten Staaten, der 1932 eine olympische Bronzemedaille gewann.

## Karriere
Bei den Olympischen Spielen 1932 in Los Angeles nahmen nur drei Mannschaften am Hockey-Turnier teil. Nachdem die indische Mannschaft die japanische Mannschaft mit 11:1 besiegt hatte, gewannen die Japaner gegen das Team der Vereinigten Staaten mit 9:2. Im letzten Spiel siegte die indische Mannschaft mit 24:1 gegen die Mannschaft der Vereinigten Staaten. Wolters spielte als Verteidiger gegen die indische Mannschaft.